# Hemitriecphora wellmani
Hemitriecphora wellmani är en insektsart som först beskrevs av Victor Lallemand 1910.  Hemitriecphora wellmani ingår i släktet Hemitriecphora och familjen spottstritar. Inga underarter finns listade i Catalogue of Life.